# Lorentzimys nouhuysi
Lorentzimys nouhuysi é uma espécie de roedor da família Muridae. É a única espécie do género Lorentzimys.
Pode ser encontrada nos seguintes países: Indonésia (Nova Guiné Ocidental) e Papua-Nova Guiné.